# Poecilominettia macula
Poecilominettia macula är en tvåvingeart som först beskrevs av Friedrich Hermann Loew 1872.  Poecilominettia macula ingår i släktet Poecilominettia och familjen lövflugor. Inga underarter finns listade i Catalogue of Life.